# División de Honor de Aruba 2017-18
La División de Honor de Aruba 2017-18 fue la 57ª edición de la Primera División de Aruba.

## Formato
Se disputarán 18 fechas enfrentándose todos los equipos, al final los cuatro primeros que acumulen más puntos en la temporada clasificarán a los play-offs caya 4, mientras que el último clasificado descenderá a la División Uno de Aruba 2018-19, además el octavo y noveno jugarán play-offs de relegación.
Los cuatro primeros en los play-offs caya 4 jugarán seis partidos más, los dos primeros clasificados jugarán la final a doble partido ida y vuelta, el campeón, de cumplir los requisitos establecidos, podrá participar en la CONCACAF Caribbean Club Shield 2019.

### Ascensos y descensos
| Pos. | Ascendidos de la División Uno 2016-17 |
| ---- | ------------------------------------- |
| 2    | Caiquetio                             |
| 3    | Juventud TL                           |

| Pos. | Descendidos de la Primera División 2016-17 |
| ---- | ------------------------------------------ |
| 8    | Caravel                                    |
| 10   | Jong Aruba                                 |

## Temporada regular
Actualizado el 17 de junio de 2018.
| Pos. | Equipo      | PJ | PG | PE | PP | GF | GC | DG  | Pts. | Clasificado a           |
| ---- | ----------- | -- | -- | -- | -- | -- | -- | --- | ---- | ----------------------- |
| 1    | Dakota      | 18 | 13 | 2  | 3  | 38 | 17 | +21 | 41   | Play-offs caya 4        |
| 2    | Estrella    | 18 | 12 | 3  | 3  | 44 | 20 | +24 | 39   | Play-offs caya 4        |
| 3    | Nacional    | 18 | 12 | 2  | 4  | 49 | 24 | +25 | 38   | Play-offs caya 4        |
| 4    | Britannia   | 18 | 9  | 5  | 4  | 36 | 25 | +11 | 32   | Play-offs caya 4        |
| 5    | RCA         | 18 | 9  | 1  | 8  | 48 | 25 | +23 | 28   |                         |
| 6    | Bubali      | 18 | 8  | 3  | 7  | 31 | 20 | +11 | 27   |                         |
| 7    | River Plate | 18 | 8  | 0  | 10 | 41 | 47 | -6  | 24   |                         |
| 8    | La Fama     | 18 | 4  | 5  | 9  | 20 | 38 | -18 | 17   | Play-offs de relegación |
| 9    | Caiquetio   | 18 | 3  | 2  | 13 | 20 | 38 | -18 | 11   | Play-offs de relegación |
| 10   | Juventud TL | 18 | 0  | 1  | 17 | 15 | 88 | -73 | 1    | División Uno 2018-19    |

## Play-offs caya 4
Actualizado el 17 de junio de 2018.
| Pos. | Equipo    | PJ | PG | PE | PP | GF | GC | DG | Pts. | Clasificado a |
| ---- | --------- | -- | -- | -- | -- | -- | -- | -- | ---- | ------------- |
| 1    | Nacional  | 6  | 3  | 2  | 1  | 9  | 8  | +1 | 11   | Final         |
| 2    | Dakota    | 6  | 3  | 1  | 2  | 10 | 6  | +4 | 10   | Final         |
| 3    | Estrella  | 6  | 3  | 1  | 2  | 9  | 6  | +3 | 10   |               |
| 4    | Britannia | 6  | 0  | 2  | 4  | 2  | 10 | -8 | 2    |               |

## Final
Actualizado el 28 de junio de 2018.
| Local    | Resultado | Visitante | Fecha       |
| -------- | --------- | --------- | ----------- |
| Nacional | 0 - 0     | Dakota    | 27 de junio |
| Dakota   | 4 - 2     | Nacional  | 3 de julio  |
| Nacional | Cancelado | Dakota    | TBA         |

| Dakota Campeón |

## Play-offs de relegación
| Pos. | Equipo    | PJ | PG | PE | PP | Pts. | Clasificado a            |
| ---- | --------- | -- | -- | -- | -- | ---- | ------------------------ |
| 1    | La Fama   | 6  | 5  | 1  | 0  | 16   | Primera División 2018-19 |
| 2    | Caiquetio | 6  | 2  | 3  | 1  | 9    | Primera División 2018-19 |
| 3    | United    | 6  | 2  | 2  | 2  | 8    | División Uno 2018-19     |
| 4    | Porto     | 6  | 0  | 0  | 6  | 0    | División Uno 2018-19     |

| La Fama Se mantiene en Primera División | Caiquetio Se mantiene en Primera División |

| United Se mantiene en División Uno | Porto Se mantiene en División Uno |